# Његош Ђаковић
Аикидо почео да тренира 1972. године код мајстора Јовице Станојевића, под чијим вођством почиње озбиљна сарадња са јапанским мајсторима. Заједно са групом београдских аикидока редовно одлази на семинаре мајстора Хироши Таде у Италију, где је имао прилике да упозна и тренира и код других познатих аикидо мајстора као што су Х. Хосокава, Ј. Фуџимото, К. Асаји, што резултује успешним полагањем за мајсторски појас 1. ДАН код Таде сенсеја. Касније у Италији имао је прилику да упозна и мајстора К. Тохеија.
Као плод сарадње коју је група наших аикидока успоставила са јапанским мајсторима, у нашу земљу као Шихан, долази мајстор Јођи Фуџимото, код кога ће Његош учити више од двадесет година и добити звање мајстора 2., а касније и 3. ДАН.
У том периоду од двадесет година аикидо се развија: од једног великог клуба на Дедињу, настају нови клубови, ствара се Аикидо друштво „Београд“, чији је он један од оснивача и организатора.
1980. оснива АК „Пинки“ у истоименом спортском центру у Земуну.
Редовно посећује и учествује у организацији неколико годишњих семинара који постају устаљена пракса у АДБ-у .
Године 1991. оснива АК „Исток“, који до данас води.
Упркос ратним дешавањима аикидо на овим просторима се и даље развија и АДБ прераста у ЈАФ, а 1997. због спречености мајстора Фуџимота, нови Шихан ЈАФ-а постаје мајстор Масатоми Икеда, код кога Његош успешно полаже за мајсторски појас 4. ДАН.
У току свог дугогодишњег тренирања упознаје се и са радом мајстора Фуџите, Јокоте и других великих мајстора аикидоа.
2001. постаје председник ЈАФ-а, који због промене имена државе прелази у Аикикаи СЦГ и 2004. на конгресу у Токију потврђује свој статус једине, званично од стране Хомбу дојо-а и ИАФ-а, признате организације у СЦГ.
Несебичним радом на подучавању младих, помаже у оснивању и развоју аикидо клубова у Србији, Републици Српској и Македонији. Већина данашњих инструктора аикидоа у Србији су његови ученици.
Држи семинаре у Требињу, Словачкој, Мађарској, Северној Македонији.
Као признање за велики уложени труд на развоју и ширењу аикидоа фебруара месеца 2005. год из Јапана стиже доказ о стицању мајсторског звања 5 ДАН.
На свечаности Кагамибираки која је одржана 13.јануара 2013. у Токју Његош Ђаковић је промовисан у 6. ДАН